# Visoka šola za zdravstvo v Ljubljani
Visoka šola za zdravstvo v Ljubljani je bivša visoka šola, članica Univerze v Ljubljani.

## Zgodovina
Ustanovljena je bila leta 1993 s preoblikovanjem dotedanje Višje šole za zdravstvene delavce (VŠZD). 
25. marca 2008 je Senat Univerze v Ljubljani soglašal s preoblikovanjem Visoke šole za zdravstvo v Zdravstveno fakulteto; 9. junija istega leta je tudi Senat za akreditacijo pri Ministrstvu za visoko šolstvo, znanost in tehnologijo potrdil preoblikovanje visoke šole v fakulteto. 5. marca 2009 je Državni zbor Republike Slovenije potrdil preoblikovanje; ustanovni akt je pričel veljati 9. marca 2009.